# Kościół Podwyższenia Krzyża Świętego w Olszynie
Kościół Podwyższenia Krzyża Świętego – zabytkowy rzymskokatolicki kościół filialny należący do parafii św. Józefa Oblubieńca NMP w Olszynie.

## Historia
Świątynia była wzmiankowana w 1314. Jest to budowla o cechach późnoromańskich, co uwidacznia się w charakterystycznym ukształtowaniu okien ściany wschodniej prezbiterium. W obecnym kształcie została wybudowana w XVI wieku, przebudowywana była w 1567 i 1675 i w XVIII wieku. Od 1520 do 1654 kościół zagarnęli protestanci. Został im on odebrany przez Ferdynanda III. W latach 1936–1938 świątynię poddano renowacji i zamontowano wówczas nowe organy z warsztatu Berschdorfa z Nysy (obecnie w kaplicy Literackiej archikatedry warszawskiej).
Wieża kościelna
W latach 1709–1711 dobudowano do korpusu barokową wieżę dzwonniczą pod którą zlokalizowano kryptę z fundacji barona Abrahama Ernsta von Dobschütza. Do 1936 wieża ta wykorzystywana była wyłącznie przez ewangelików. Nad wejściem kunsztowne epitafium z piaskowca w formie kartusza z sentencją w niem. , którego fragmenty tłumaczenia brzmią:

...Tu otwiera się izba umarłych [...]

pan Abraham Ernst von Dobschütz und Schadewald

dziedzic na Olszynie, Kałużnej, Krzewiu i Staniszowie Średnim

urodzony 3 sierpnia 1676

w majątku Staniszów Średni

a zmarł 23 marca 1722 [...]

w związku małżeńskim

z panią Juliane Charlotte

odtąd wdową z domu von Mauschwitz [...]

przez Panią Wdowę jemu ufundowany

pomnik...

Poniżej kartusz z herbami małżonków: właściciela Olszyny Abrahama von Dobschütz (1676-1722) i jego żony Juliane von Mauschwitz.

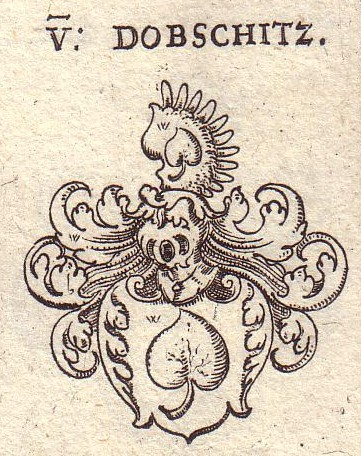
Herb von Dobschitz
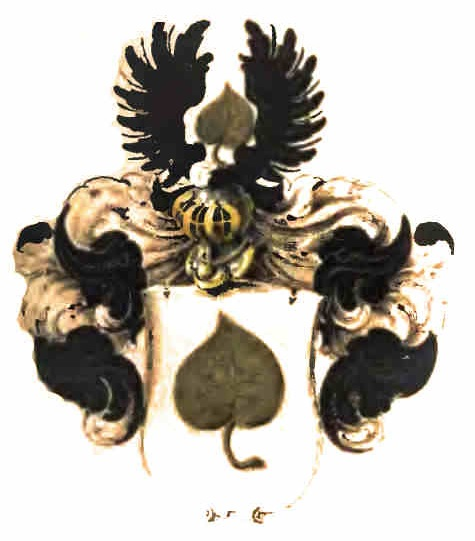
Herb von Mauschwitz
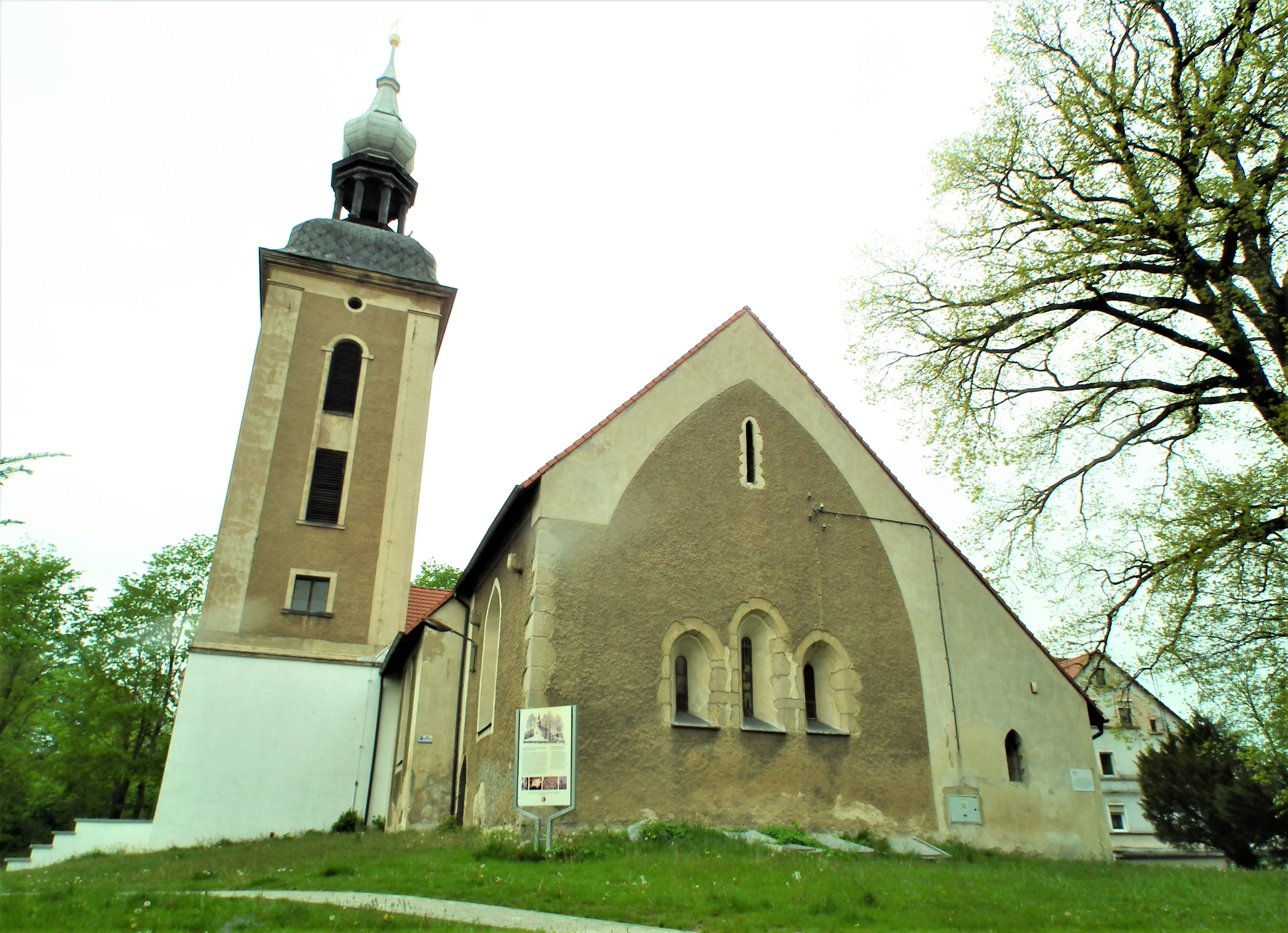
Widok od strony prezbiterium

## Architektura
Jest to budowla orientowana, murowana, wzniesiona z kamienia, jednonawowa, posiadająca węższe prezbiterium i wieżę od strony południowej. Nawa nakryta jest polichromowanym stropem kasetonowym, wykonanym w 1614. Jest na nim przedstawiony Chrystus, kolegium apostolskie i św. Paweł oraz motywy roślinne. Po drugiej stronie, w zachodniej części nawy i w prezbiterium znajdują się sklepienia krzyżowo-żebrowe. Wieżę nakrywa cebulasty dach hełmowy. przyziemiu wieży znajduje się kruchta. W elewacji wieży jest umieszczony portal ozdobiony herbem kolatorów i figurami świętych z lewej i prawej strony.

## Wyposażenie
Ołtarz w stylu późnobarokowym pochodzi z przełomu XVIII/XIX wieku. Jednym z cenniejszych zabytków znajdujących się w świątyni jest chrzcielnica.